# Targowica
Targowica (deutsch Tarchwitz) ist ein Ort in der Landgemeinde Ciepłowody (Tepliwoda) im Powiat Ząbkowicki der Woiwodschaft Niederschlesien in Polen.

## Lage
Nachbarorte von Targowica sind Ciepłowody (Tepliwoda) im Westen, Stary Henryków (Alt Heinrichau) im Süden, Skoroszowice (Korschwitz) im Norden und Wilamowice (Willwitz) im Osten.

## Geschichte
„Targewicz“ wurde erstmals im Jahre 1401 erwähnt. Es gehörte zum Herzogtum Münsterberg, das bis 1428 von den Schlesischen Piasten regiert wurde. 1406 verkaufte Augustin von Targowitz 1/2 Hube Acker an den Heinrichauer Abt Martin. Den ersten Anteil besaß 1450 George von Stosch und 1482 Hans von Stosch. 1682 veräußerte Friedrich von Nimptsch seinen väterlichen Anteil an die Freiherren von Zierotin auf Schönjohnsdorf. Danach gelangte dieser Anteil ebenfalls an das Kloster Heinrichau. Das Vorwerk als den zweiten Anteil besaß 1560 Kaspar auf Reichau. 1578 verkaufte ihn Hans von Reichau an Joachim von Netz auf Bielau, der ihn seinem Sohn George von Netz hinterließ. 1630 besaßen es die Erben des Bernhard von Netz, dem Bernhard Wilhelm von Nimptsch auf Oberjohnsdorf und dessen Sohn Leonhard Ferdinand († 1735) folgten. 1764 erhielten den Anteil die Herren von Steinsdorf. 1785 war die Besitzerin Helena von Steinsdorf, geb. von Goczalkwoski.
Nach dem Ersten Schlesischen Krieg 1742 wurde Tarchwitz mit dem größten Teil Schlesiens von Preußen annektiert. Tarchewitz war evangelisch nach Reichau und katholisch nach Alt-Heinrichau gepfarrt. 1785 bestand Tarchwitz aus einem herrschaftlichen Vorwerk, elf Dreschgärtnern, einem Häusler, einer Wassermühle, zwei Gemeindehäusern und 326 Einwohnern. 1845 waren es für Anteil A, von Chappuis, 17 Häuser, 119 überwiegend evangelische Einwohner (31 katholisch); Anteil B, König der Niederlande, 19 Häuser, 106 überwiegend katholische Einwohner (28 evangelisch), ein Vorwerk, eine Wassermühle, eine Brennerei, drei Handwerker und drei Händler. Nach der Auflösung des Kreises Münsterberg gehörte Tarchwitz ab 1932 zum Kreis Frankenstein i. Schles., mit dem es bis 1945 verbunden blieb.
Als Folge des Zweiten Weltkriegs fiel Tarchwitz mit dem größten Teil Schlesiens 1945 an Polen. Nachfolgend wurde es in Targowica umbenannt. Die deutschen Einwohner wurden, soweit sie nicht vorher geflohen waren, vertrieben. Die neu angesiedelten Bewohner waren teilweise Zwangsumgesiedelte aus Ostpolen, das an die Sowjetunion gefallen war.